# 西鄉站 (日本)
- 關於中國深圳的深圳地下鐵羅寶線車站，請見「西鄉站 (深圳)」。
- 關於位於中國陝西的陽安鐵路車站，請見「西鄉站 (陝西)」。
- 關於位於日本福島縣，舊稱磐城西鄉站的東日本旅客鐵道（JR東日本）東北本線車站，請見「新白河站」。
- 關於位於日本宮城縣的同名車站，請見「仙北鐵道」。

西鄉站（日语：／ Saigou eki */?）是位於長崎縣雲仙市瑞穗町，屬於島原鐵道的島原鐵道線車站。

## 歷史
- 1912年（大正元年）10月10日 - 車站啟用[1]。
- 1966年（昭和41年）8月1日 - 成為業務委託車站。
- 1968年（昭和43年）3月31日 - 結束貨物業務。
- 2000年（平成12年）4月1日 - 成為無人車站。

## 車站構造
此站是地面車站，設有2面2線的相對式月台。兩月台之間透過站內平交道連接（沒有遮斷機和警報機），月台則建於彎道上。
此站的站房位於南邊月台靠近大正一端，北邊月台上則設有候車室。本站的站房為一層樓高，站內設有廁所、候車室和車站事務室。此站是無人車站。事務室與售票處窗口現時落下了百葉簾。

### 月台
| 月台             | 路線        | 上下行 | 方向                 | 備註 |
| ---------------- | ----------- | ------ | -------------------- | ---- |
| 南邊（車站大樓） | ■島原鐵道線 | 上行   | 本諫早、諫早方向     |      |
| 北邊             | ■島原鐵道線 | 下行   | 島原船津、島原港方向 |      |

## 車站周邊
車站最接近雲仙市瑞穗綜合分所（舊・瑞穗町公所）。周邊較多住宅。車站附近設有商店、小型醫院和藥局。於站前向南步行100米可到達東西走向的國道251號。在國道東邊設有島鐵巴士「西鄉駅前」巴士站。車站大樓內部設有該巴士站的時間表。另外，車站周邊設有公共設施，例如於國道西邊設有瑞穗郵局。

## 使用狀況
在2013年度的一年總乘車人次為31,160人，下車人次為33,764人。
以下為近年一年總乘車人次和下車人次變化。
| 年度               | 一年總 乘車人次 | 一年總 下車人次 |
| ------------------ | --------------- | --------------- |
| 2000年（平成12年） | 46,010          | 48,287          |
| 2001年（平成13年） | 45,503          | 47,555          |
| 2002年（平成14年） | 44,996          | 48,365          |
| 2003年（平成15年） | 43,171          | 46,542          |
| 2004年（平成16年） | 38,274          | 39,629          |
| 2005年（平成17年） | 36,123          | 38,555          |
| 2006年（平成18年） | 33,315          | 35,531          |
| 2007年（平成19年） | 29,171          | 31,599          |
| 2008年（平成20年） | 29,659          | 34,509          |
| 2009年（平成21年） | 30,039          | 33,883          |
| 2010年（平成22年） | 28,045          | 32,988          |
| 2011年（平成23年） | 28,561          | 32,644          |
| 2012年（平成24年） | 29,627          | 32,118          |
| 2013年（平成25年） | 31,160          | 33,764          |

## 相鄰車站
島原鐵道
■島原鐵道線
急行
吾妻－西鄉－神代
普通
大正－西鄉－神代

## 注腳
1. ↑  「軽便鉄道運輸開始」『官報』1912年10月19日（國立國會圖書館數碼化收藏）
2. ↑  第62版（平成27年）長崎統計年鑑 （页面存档备份，存于）（日語） - 長崎縣
3. ↑  長崎縣統計年鑑  （页面存档备份，存于）（日語），2020年9月5日參閲

## 外部連結
- 西鄉站 - 島原鐵道 （页面存档备份，存于）（日語）